# ناحیه سیدی معروف
ناحیه سیدی معروف (به عربی: دائرة سیدی معروف) یک ناحیه در الجزایر است که در استان جیجل واقع شده‌است. ناحیه سیدی معروف ۱۳۶٫۵۴ کیلومتر مربع مساحت و ۲۹٬۴۵۶ نفر جمعیت دارد.